# Souleymane Diawara
Souleymane Diawara (* 24. Dezember 1978 in Dakar) ist ein ehemaliger senegalesischer Fußballspieler mit französischem Pass, der zuletzt beim OGC Nizza unter Vertrag stand.

## Karriere

### Verein
Der 1998 aus der Jugendmannschaft von Le Havre AC in die erste Mannschaft geholte Defensiv-Allrounder wechselte 2003 weiter zum FC Sochaux. In der Saison 2006/07 spielte der Senegalese bei Charlton Athletic. Die Ablöse betrug laut der Homepage von Charlton Athletic ca. 5,5 Mio. €. Nach nur einem Jahr wechselte er im August 2007 für ca. 3,9 Mio. € zum französischen Ligue-1-Vertreter Girondins Bordeaux. In seinem ersten Jahr dort konnte er die Vize-Meisterschaft, im zweiten Jahr die Meisterschaft feiern. Anschließend wechselte er zu Olympique Marseille. Auf Anhieb gewann er auch hier die nationale französische Meisterschaft mit seinem Klub und war dabei eine der Stützen des Teams. 2015 hat Diawara seine Tätigkeit als Profifußballer beendet.

### Nationalmannschaft
Am 19. November 2002 debütierte Diawara in der senegalesischen Nationalmannschaft bei einem Match in Johannesburg gegen Südafrika.

## Familie
Diawaras älterer Bruder Djibril war ebenfalls als Profifußballspieler in Frankreich erfolgreich.

## Titel und Erfolge
- Teilnahme am Afrika-Cup in Tunesien 2004 (1 Einsatz)
- Teilnahme am Afrika-Cup in Ägypten 2006 (5 Einsätze)
- Teilnahme am Afrika-Cup in Ghana 2008 (3 Einsätze)
- Französischer Ligapokalsieger 2004 (FC Sochaux), 2009 (Girondins Bordeaux), 2010 und 2011 (Olympique Marseille).
- Französischer Meister 2009 mit Girondins Bordeaux, 2010 mit Olympique Marseille
- Französischer Supercupgewinner: 2008 mit Girondins Bordeaux, 2010, 2011 mit Olympique Marseille